# Abbekås
Abbekås è una cittadina (673 abitanti - 2000) nella punta meridionale della Svezia (55°24' N-13°36' E). Si affaccia sul Mar Baltico.
Situata nella contea della Scania, si trova circa a metà strada tra Ystad e Trelleborg. Appartiene al comune di Skurup.
Abbekås è citata nella canzone Abbekåsagåsen Joakim del cantante e attore svedese Edvard Persson.